# Metopia pulverulenta
Metopia pulverulenta är en tvåvingeart som beskrevs av Thomas Pape 1987. Metopia pulverulenta ingår i släktet Metopia och familjen köttflugor.
Artens utbredningsområde är Peru. Inga underarter finns listade i Catalogue of Life.